# Santana (Madeira)

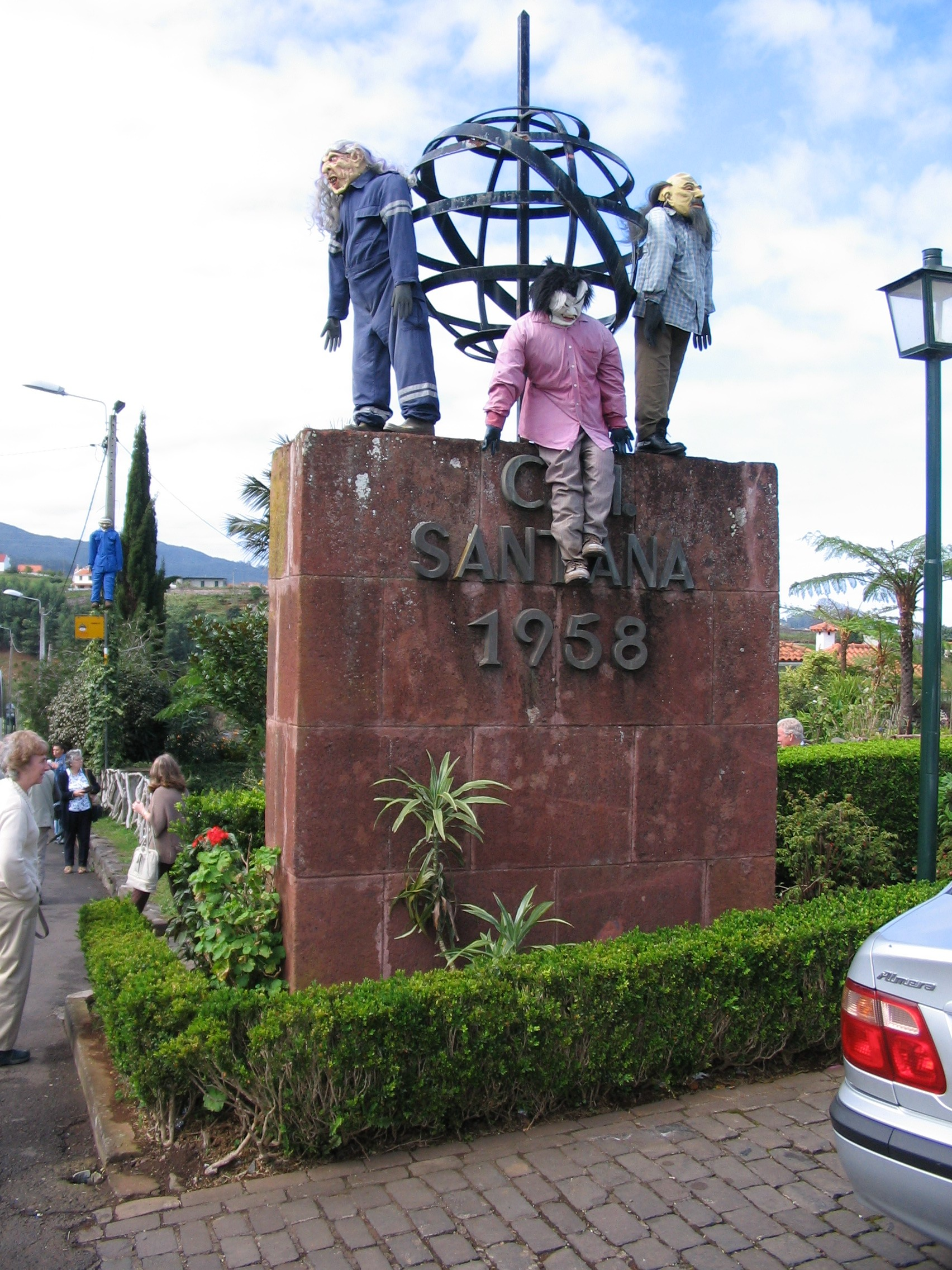
Santana karneválra készül

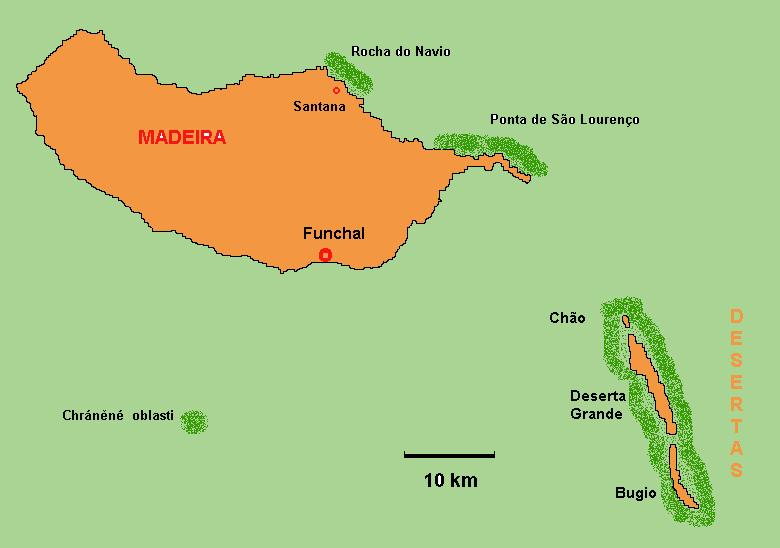
Madeira és a Kopár-szigetek tengeri természetvédelmi területei (Garajau nélkül)

Santana egy 5000 lakosú kisváros Madeira szigetének északi partvidékén; az azonos nevű járás székhelye. Délkelet felé Faiallal és nyugatnak a sziget északi partján végigfutó, ER 101 jelzésű út köti össze. Innen indul a délnyugat–nyugat felé, az Achada do Teixeira kilátópontig (1592 m) kiépített, ER 218 jelzésű út. A kilátópontról mintegy órás, nem túl megerőltető sétával elérhető a sziget legmagasabb hegycsúcsa, a Pico Ruivo (1862 m).

## Látnivalók
Santanát sajátos, tarka színekre festett és leginkább csőszkunyhóra emlékeztető, hegyesszögű egyenlő szárú háromszög metszetű faházai (Casas de colmo) teszik az északi part legismertebb településévé. Ezekből az egykori nagy szegénységről tanúskodó épületekből mintegy száz maradt fenn, főleg a városka peremén. Valamennyit műemlékké nyilvánították; a legtöbben már nem lakik senki.
A város központjában, a templom mellett kialakított ki skanzenben újjáépítettek három ilyen házacskát, és ezekben eredeti berendezési tárgyakkal mutatják be az egykor ilyen házakban élt földművesek életét.
Ugyanezt a célt szolgálja a tematikus park (O Parque Tematico), amihez a templomtól induló, táblával jelzett úton juthatunk el. A parkban négy pavilonban (amelyek közül egyet célzottan a gyerekeknek rendeztek be) mutatják be Madeira történelmét és kultúráját. A hét hektáros telken látható egy malom, egy útvesztő és egy tó is.
A sziget egyik hagyományos ünnepe a minden júliusban megtartott 24 Horas de Bailar folklórfeszivál tánccsoportokkal és zenészbandákkal, a környékbeli falvak információs pultjaival és házi különlegességek vásárával.

### Rocha do Navio
A Rocha do Navio tengeri természetvédelmi területet Santana partjai előtt alakították ki, a São Jorge nyugati részén a tengerbe nyúló Ponta de São Jorge félsziget és a Santana és Faial közötti Ponta do Clérigo félsziget közötti partszakaszon; alapvetően a robbantásos halászat okozta halpusztulás megállítására. A természet védelme mellett a turistákat vonzó bemutató helyeket is igyekeznek kialakítani.